# 皮爾森敦 (印地安納州)
皮爾森敦（英語：Pearsontown）是美國印地安納州奧蘭治縣的非建制地區。該地的面積和人口皆未知。

## 地理
皮爾森敦海拔196米（643英呎），時區UTC-5（北美東部時區，EST），設有調快一小時的夏令時間（UTC-4，EDT）。